# Clásica Memorial Txuma
La Clásica Memorial Txuma est une course cycliste espagnole disputée au Pays basque. Créée en 1995, elle était réservée aux amateurs jusqu'en 2004. Elle a fait partie de l'UCI Europe Tour de 2005 à 2007, en catégorie 1.2. L'édition 2008 est annulée. La course n'a plus été disputée depuis.

## Palmarès
| Année | Vainqueur             | Deuxième           | Troisième             |
| ----- | --------------------- | ------------------ | --------------------- |
| 1995  | Carlos Zelaia         | Iñigo Roldan       | Iñaki Barrenetxea     |
| 1996  | Yvan Becaas           | Óscar Freire       | Pedro Pérez Zabal     |
| 1997  | Gorka Gerrikagoitia   | Marcel Gono        | Txema del Olmo        |
| 1998  | Aitor Silloniz        | Jonathan Hall      | Josep Jufré           |
| 1999  | Marius Sabaliauskas   | Sergiy Matveyev    | Juan Fuentes          |
| 2000  | Rubén Plaza           | David Herrero      | Adolfo García Quesada |
| 2001  | Iñigo Urretxua        | Julen Fernández    | Jonathan González     |
| 2002  | Javier Ramírez Abeja  | Alberto Hierro     | Moisés Dueñas         |
| 2003  | Jurgen Van den Broeck | Luis Pérez Romero  | Mikel Elguezabal      |
| 2004  | Eugenio Pineda        | Oleg Zhukov        | Ander Azpitarte       |
| 2005  | Nikolai Trussov       | Francisco Terciado | Pieter Duyck          |
| 2006  | Mikhail Ignatiev      | Anton Mindlin      | Diego Milán           |
| 2007  | Boris Shpilevsky      | Maurizio Biondo    | Iván Gilmartín        |